# Третьякова, Елена Дмитриевна
Елена Дмитриевна Третьякова  (род. 3 мая 1992, Челябинск) — российская паратлетка, Мастер спорта России международного класса по спорту лиц с поражением опорно-двигательного аппарата (2020). Член паралимпийской сборной России по лёгкой атлетике (с 2016). Участница Летних Паралимпийских игр 2020 в Токио (Япония) в беге на 200 и 400 метров в классе T37 и Летних Паралимпийских игр 2024 в Париже (Франция) в прыжках в длину в классе Т37. Рекордсменка России в беге на 200 метров в помещении (2019).

## Биография
Родилась 3 мая в 1992 года в Челябинске. При рождении диагностирован детский церебральный паралич с поражением правой половины тела. Училась в специальной общеобразовательной школе-интернате для обучающихся и воспитанников с ограниченными возможностями здоровья № 4, где под влиянием учителя физкультуры П. П. Гвоздевского увлеклась лёгкой атлетикой. 
По окончании школы в 2011 году поступила на факультет журналистики Уральского федерального университета имени первого Президента России Б. Н. Ельцина и переехала в Екатеринбург. В 2015 году получила степень бакалавра по специальности 42.03.02 «Журналистика». В 2018 году с отличием окончила магистратуру УрФУ по специальности 49.04.03 «Спорт», а в 2021 году ― аспирантуру.

## Спортивная карьера
Лёгкой атлетикой профессионально начала заниматься в 2013 году в спортивном клубе «Уралмаш» (город Екатеринбург) под руководством тренера Б. Г. Дворникова. На внутрироссийских соревнованиях представляла Свердловскую область. На международной арене дебютировала в 2015 году, приняв участие в интернациональном легкоатлетическом турнире в Берлине (Германия). В 2016 году включена в состав Паралимпийской сборной России по лёгкой атлетике (ПОДА).
Первые крупные успехи пришли в 2019 году. На Кубке России и всероссийских соревнованиях по лёгкой атлетике спорта лиц с поражением опорно-двигательного аппарата в закрытых помещениях, проходивших в феврале в Смоленске, Третьякова выиграла золотые медали в беге на 200 и 400 метров. При этом на дистанции 200 метров она установила национальный рекорд — 29,16 секунды. Летом того же года на международном турнире в Италии Третьякова заняла 3 место на дистанции 400 метров, а затем победила на международном турнире в Тунисе на дистанциях 200 и 400 метров. В ноябре 2019 года на Парачемпионате мира по лёгкой атлетике в Дубае (ОАЭ) спортсменка смогла пробиться в финал забега на 400 метров, где заняла 4 место, тем самым завоевав квоту на Паралимпийские игры 2020 года в Токио (Япония). Этот результат сама Елена считает своим главным достижением в спорте.  
2020 год ознаменовался для Третьяковой окончанием сотрудничества с тренером Дворниковым. На чемпионат России, проходивший в Сочи, она заявилась за Республику Дагестан. К соревнованиям её готовил тренер республиканской ДЮСШ З. М. Багаутдинов. Турнир для Третьяковой сложился вполне успешно. Она завоевала золото на коронных дистанциях 200 и 400 метров, а также взяла бронзу на стометровке. В Сочи спортсменка обновила три личных рекорда. 
После возвращения в Екатеринбург Третьякова продолжила тренироваться в СК «Луч» у Р. Б. Табабилова, но к концу года он вышел на пенсию, и Елена осталась без тренера. Пыталась тренироваться самостоятельно, но добилась, по её собственному признанию, лишь эмоционального выгорания. Новым тренером спортсменки с марта 2021 года стала Н. В. Мерзлякова (СК «Спутник», Нижний Тагил).
Срыв подготовительного сезона в предолимпийский год, эмоциональное перенапряжение, а также перенос Паралимпийских игр из-за пандемии коронавирусной инфекции на 2021 год не замедлили сказаться на результатах Третьяковой. Если на парачемпионате Европы в польском Быдгоще она сумела завоевать серебро на дистанции 400 метров, уступив только украинской спортсменке Наталье Кобзарь, то на играх в Токио реализовать свой спортивный потенциал в полной мере она не смогла. Третьякова вышла в финал четырёхсотметровки, но в решающем забеге заняла только 6 место.
С ноября 2021 года Елена Третьякова выступает за спортивную школу олимпийского резерва «Авангард» (город Тарко-Сале), представляя на внутрироссийских соревнованиях Ямало-Ненецкий автономный округ. Тренируется под руководством тренера-преподавателя Г. А. Хангельдиева. На чемпионате России (ПОДА) в июне 2022 года в Челябинске она выиграла забег на 400 метров, а также заняла второе место на дистанциях 200 и 100 метров. На открытом чемпионате Белоруссии, выступая за сборную России, Третьякова завоевала серебряную медаль в забеге на 400 метров. По результатам соревнований спортсменка получила право представлять Ямало-ненецкий автономный округ и сборную России на Летних играх паралимпийцев «Мы вместе. Спорт» в Сочи, в рамках которых осуществлялся квалификационный отбор на Летние Паралимпийские игры 2024 в Париже. На турнире Третьякова дважды стала серебряным призёром среди лиц с поражением ОДА в классе «Т37» на дистанциях 200 и 400 метров. Свой высокий спортивный уровень Елена подтвердила и на легкоатлетическом турнире в Чебоксарах в августе 2023 года, завоевав золото в дисциплине «прыжок в длину» и серебро на дистанции 100 метров. 
В мае 2024 года на чемпионате мира по паралимпийской атлетике в Кобе (Япония), выступая под нейтральным флагом, Елена Третьякова завоевала бронзовую медаль в прыжках в длину. В августе 2024 года она прошла аккредитацию на Летние Паралимпийские игры в Париже как нейтральная спортсменка и была заявлена в дисциплинах «прыжок в длину» и «бег на 100 метров». 1 сентября 2024 года в секторе прыжков в длину Елена показала результат 4,37 метра, заняв итоговое 4 место.

## Тренерская работа
Занятия спортом Елена Третьякова совмещает с работой тренера по лёгкой атлетике и преподавателя общефизической подготовки. С 2014 по 2020 год работала в Центре спортивной подготовки сборных команд Свердловской области «Родник» (Екатеринбург). С 2020 года является тренером-преподавателем Центра спортивных команд сборной России (Москва).